# Knut Schmidt-Nielsen
Knut Schmidt-Nielsen (24 septembre 1915 – 25 janvier 2007) est un biologiste américain spécialiste de la physiologie comparée. Il a découvert la fonction des glandes à sel chez les reptiles marins et les oiseaux. C'est au travers de l'étude de la physiologie des espèces faisant face aux conditions des déserts qu'il a étudié la régulation du sel chez les vertébrés. On le considère comme le père de l'écophysiologie.